# Очень страшное кино 3
«Очень страшное кино 3» (англ. Scary Movie 3) — американский комедийно-пародийный фильм 2003 года режиссёра Дэвида Цукера, третья часть киносериала Очень страшное кино. Рабочим названием фильма было «Scary Movie 3: Episode I — Lord of the Brooms» (Очень страшное кино 3: Эпизод I — Властелин мётел). В США фильм собрал $110 003 217, в остальном мире $110 670 000, что в общей сложности составило $220 673 217.

## Сюжет
Кейт и Бекка обсуждают видеозапись, в которой Кейт полагает, что запись является домашним видео, в то время как Бекка обращается к проклятой видеокассете из фильма «Звонок». После нескольких странных случаев они умирают одна за другой. На ферме за пределами Вашингтона Том Логан и его младший брат Джордж обнаруживают круги на полях с надписью «Объект атаки».
Тем временем журналистка Синди Кэмпбелл объявляет в новостях о появлении кругов. Позже она забирает из школы, где работает учителем её подруга Брэнда Микс, своего племянника Кодди. В ту же школу приходит Джордж Логан, чтобы забрать свою племянницу Сью, дочь Тома, которая учится в том же классе. Синди влюбляется в Джорджа, который приглашает её и Брэнду на рэп-баттл к своим друзьям Махалику и Си-Джею. Джордж оказывается очень талантлив, но из-за непреднамеренных расистских ляпов он бросает «рэп».
Брэнда просит, чтобы Синди переночевала у неё, так как она смотрела проклятую видеозапись. После нескольких розыгрышей над гостьей, она уносит весь попкорн в гостиную, и в этот момент сам по себе включается телевизор. Из-за внезапного появления Табиты (девушки из видеозаписи) Брэнда не может его выключить и ввязывается с ней в драку, в результате которой Табита убивает Брэнду; Синди не обращает на шум внимание. В это же время Джорджу поступает телефонный звонок о смерти, а Том встречается с Саяменом, который приносит свои извинения за несчастный случай с участием себя и жены Энни.
Во время похорон Брэнды Джордж и Махалик наносят ущерб трупу и пытаются оживить её, но их выгоняют из дома. Позже Синди решает посмотреть видеокассету, находя в ней странности. Затем ей поступает телефонный звонок, в котором ей говорят, что она умрёт через семь дней. Девушка обращается за помощью к Джорджу, Махалику и Си-Джею, последний обращается к Тёте Шаникуа (Пифии). Тётя Шаникуа, Оракул и Орфиус соглашаются посмотреть кассету, в которой Пифия обнаруживает скрытое изображение маяка и ввязывается в драку с матерью Табиты. Пифия просит Синди найти маяк, чтобы снять проклятие. Когда Синди возвращается домой, она находит Кодди, смотрящего видеокассету.
Вернувшись на работу, Синди просматривает фотографии маяков в Интернете и наконец находит нужный. Отчаявшись спасти Кодди, она пытается всех предупредить, введя сообщение в телесуфлёр. Её прерывает начальник и уборщик, который оскорбляет оператора телесуфлёра, в то время как ведущий читает новости вслепую.
Восприняв сообщение всерьёз, Том сталкивается с пришельцем под видом Майкла Джексона и президентом США Бакстером Харрисом, который лично посещает ферму, чтобы исследовать круги на полях. Синди отправляется к маяку на острове Курлеско, где встречает Архитектора. Говорливый и распутный старик рассказывает, что его жена Линда утопила Табиту в колодце на ферме.
Вернувшись домой, Синди узнаёт, что в репортаже о «злой» видеокассете показаны различные наблюдения иностранцев по всему миру. Чуть позже Синди находит Кодди на ферме Логана, где он укрылся с Джорджем. Том, приказав всем спуститься в подвал, вместе с Джорджем и Махаликом выходит на улицу для борьбы с инопланетянами. Прибывшие пришельцы показывают, что они являются дружественными инопланетянами и пришли убить Табиту, так как они тоже смотрели данную видеокассету, думая, что это фильм «Телохранитель».
Под подвалом фермы Синди обнаруживает колодец, в котором была утоплена приёмная дочь Архитектора. В ходе короткой драки Табита берёт Кодди в заложники, в то время как Синди и Джордж предлагают ей стать членом семьи. Табита отпускает Кодди и вновь обретает чудовищную форму, но её убивает Харрис, сбрасывая тело обратно в колодец. Инопланетяне покидают Землю.
В конце фильма Синди выходит замуж за Джорджа. Забыв взять Кодди с собой, она останавливается прямо перед ним на перекрёстке, в то время как проезжающий автомобиль сбивает мальчика.

## В ролях
| Актёр             | Роль                        |
| ----------------- | --------------------------- |
| Анна Фэрис        | Синди Кэмпбелл              |
| Реджина Холл      | Бренда Микс                 |
| Саймон Рекс       | Джордж                      |
| Чарли Шин         | Том Логан                   |
| Энтони Андерсон   | Махалик                     |
| Кевин Харт        | Си-Джей                     |
| Дрю Микуска       | Коди                        |
| Куин Латифа       | Оракул тётя Шаникуа (Пифия) |
| Эдди Гриффин      | Орфиус                      |
| Лесли Нильсен     | Президент США               |
| Ja Rule           | агент Томпсон               |
| Дженни МакКарти   | Кейт                        |
| Памела Андерсон   | Бекка                       |
| Мэрни Энг         | Табита                      |
| Джина Баллард     | Сью                         |
| Джереми Пивен     | Росс Джиггинг               |
| Тимоти Стэк       | Карсон Уорд                 |
| Илэйн Климачевски | Элэйн                       |
| Дениз Ричардс     | жена Тома Энни              |
| Джордж Карлин     | Архитектор                  |
| Кэмрин Мангейм    | офицер полиции Чамплин      |

## Съёмки
Съёмки фильма проходили в период с 12 марта 2003 года по 16 июля 2003 года в Ванкувере. Создатели фильма отказались от снятого финала фильма, где пародировались такие фильмы, как: «Звонок», «Игры разума», «8 миля», «Халк» и «Матрица: перезагрузка». Финальной фразой героя Лесли Нильсена является: «Я просто хочу пожелать вам удачи, мы все рассчитываем на вас!», эта же фразу произносит его герой в конце фильма «Аэроплан!» (1980 год), сорежиссёром и одним из авторов сценария которого также выступил Дэвид Цукер.

## Продвижение фильма
В одном из рекламных роликов фильма можно видеть эпизод, в котором прорицательница замахивается на своего мужа сковородой. Эпизод так и остался в рекламном ролике — в прокатную версию фильма он не вошёл. При тест-просмотрах фильма зрителям очень понравился персонаж Энтони Андерсона, в результате чего создателями было принято решение доснять некоторые сцены, в которых будет принимать участие этот персонаж. Доснимать приходилось уже на стадии постпродакшна.

### Пародируемые фильмы и телешоу
- «Звонок» — основная пародия фильма (начальная сцена, Синди работает журналисткой и находит проклятую кассету на похоронах, Синди смотрит видеозапись и получает звонок, как и её племянник; сцена, в которой Бренда разыгрывает Синди и дерётся с призраком, племянник Синди рисует круги, Пифия дерется с телевизором, финальная борьба с призраком).
- «Знаки» — основная пародия фильма (Том, его брат Джордж и дочь обнаруживают знаки на кукурузном поле, Том вспоминает прощальные слова его жены, герои надевают шапочки из фольги и смотрят кадры с пришельцами, герои встречают пришельцев в конце фильма).
- «Матрица» — в гостях у прорицательницы.
- «Матрица: Перезагрузка» — сцена в маяке. А также сцена в альтернативной концовке, где Синди, одетая в кожаный комбинезон (пародия на Тринити), дерётся с двойниками Табиты.
- «8 миля» — Джордж участвует в рэп-батле.
- «Цыпочка» — сцена драки между Памеллой и Дженни.
- «Властелин колец: Две крепости» — мама Бекки говорит, как Голлум, и даже бормочет фразу: «Моя прелесть».
- American Idol — сцена на рэп-баттле, когда Саймон Коуэлл, играющий самого себя, критикует только что выступившего рэпера.
- «Шестое чувство» — сцена похорон, когда Синди находит видеокассету.
- «Другие» — сцена с Майклом Джексоном, где главный герой говорит, что Джексон, прячущийся под вуалью, не его дочь.
- «Звёздный путь» — одежда пришельцев.
- «Торчки» — разборка в конце фильма.
- «Брюс Всемогущий» — сцена с телесуфлёром.
- «Самолёт президента» — портрет Харрисона Форда в Белом доме.
- «Техасская резня бензопилой» — девочка-призрак трясёт бензопилой, в точности как маньяк Кожаное лицо.
- «Халк» — сцена из альтернативной концовки, где Джордж превращается в Халка.
- «Игры разума» — сцена из альтернативной концовки, где выясняется, что Синди страдает шизофренией.
- «Аэроплан!» — сцена, в которой Лесли Нильсен заходит пожелать удачи.

## Факты
- Поработать над сценарием было предложено Кевину Смиту, но тот отказался.
- Актрисе Анне Фэрис, исполняющей роль Синди Кэмпбелл, специально для фильма вернули её естественный светлый цвет волос (для большего сходства с Наоми Уоттс, сыгравшей главную роль в американском ремейке фильма «Звонок»). В двух предыдущих картинах она была брюнеткой.
- В этой картине сыграла Дженни МакКарти, которая отказалась от роли в первой серии ради того, чтобы принять участие в «Крике 3» (2000).
- Саймон Коуэлл сыграл в фильме самого себя в роли судьи на рэп-батле. В жизни Коуэлл заработал себе репутацию бесцеремонного судьи, щедрого на резкую и прямолинейную критику в телевизионных шоу, таких, как «Поп идол», «Американский идол», «X-фактор» и «Britain’s Got Talent».